# Pwc
Pwc, stiliserat PwC,  formellt PricewaterhouseCoopers International Limited (PwCIL), är ett brittiskt-amerikanskt multinationellt revisions- och konsultföretag med 208 000 anställda i 157 länder.
Pwc ingår i revisionens "big four", tillsammans med konkurrenterna Deloitte, EY och KPMG.

## Historia Internationellt
Samuel Lowell Price var en av pionjärerna inom revisionsyrket när han 1849 startade en revisionsbyrå i London. 1865 anslöt sig Edwin Waterhouse som partner i firman och Price Waterhouse var fött. Coopers & Lybrand är resultatet av en sammanslagning 1957 mellan Cooper Brothers, grundat 1854 i London, och Lybrand, Ross Brothers and Montgomery, bildat 1898 i USA. 1998 gick dessa båda revisionsbyråer samman för att bilda den globala organisationen Pricewaterhousecoopers, ofta förkortad Pwc, med huvudkontor i London. I september 2010 bytte bolaget namn och grafisk profil till Pwc.

## Historia i Sverige
Den svenska medlemsfirman Öhrlings Pricewaterhousecoopers, numera Pwc Sverige, räknar sin historia tillbaka till 1933, då Öhrlings Revisionsbyrå bildades. Price Waterhouse etablerade sig samma år i Sverige för att se efter internationella intressen i kölvattnet efter Kreugerkraschen. Flera stora och många mindre sammanslagningar följde sedan för Öhrlings, där samgåendet med Reveko 1980 var det största, innan Öhrlings Reveko 1995 gick upp i den internationella organisationen Coopers & Lybrand. Således bildades Öhrlings Coopers Lybrand. När den internationella fusionen mellan Price Waterhouse och Coopers & Lybrand var ett faktum 1998 följde de svenska firmorna efter och bildade 1999 Öhrlings Pricewaterhousecoopers.

## Samarbete med högskolor och universitet
Företaget är en av de främsta medlemmarna, benämnda Capital Partners, i Handelshögskolan i Stockholms partnerprogram för företag som bidrar finansiellt till Handelshögskolan i Stockholm och nära samarbetar med den vad gäller utbildning och forskning.